# 舍紹里
48°20′11″N 24°59′28″E / 48.33639°N 24.99111°E
舍紹里（羅馬化：Sheshory）是烏克蘭的村落，位於該國西部伊萬諾-弗蘭科夫斯克州，由科西夫區負責管轄，始建於1445年，面積0.05平方公里，99%居民使用烏克蘭語。